# R49 (Zuid-Afrika)
De R49 is een regionale weg in Zuid-Afrika, die de stad Mafikeng met de Botswaanse grens bij Gaborone verbindt. De weg begint in Mafikeng, waar de weg afsplitst van de N18. Hiervandaan loopt de N18 richting het noordoosten. Bij Zeerust wordt de N4 gekruist. De N18 loopt vervolgens verder naar de grens met Botswana. In Botswana loopt de weg verder naar de hoofdstad Gaborone